# Anolis caquetae
Anolis caquetae este o specie de șopârle din genul Anolis, familia Polychrotidae, descrisă de Williams 1974. Conform Catalogue of Life specia Anolis caquetae nu are subspecii cunoscute.